# Plavna (okręg borski)
Plavna (cyr. Плавна) – wieś w Serbii, w okręgu borskim, w gminie Negotin. W 2011 roku liczyła 886 mieszkańców.